# Pađene
Pađene su naselje općine  Ervenik, u Šibensko-kninskoj županiji. 

## Zemljopis
Naselje se nalazi oko 12 kilometara sjeverozapadno od Knina. Leži na državnoj cesti D1 [nedostaje izvor]. Nalazi se ispod Debelog brda, između Otona, Oćestova i Mokrog Polja. Kraj naselja teče rijeka Zrmanja.

## Povijest
Po legendi, naselje je ime dobilo po starim rimskim utvrđenjima, koja se zovu pasinata.  Mjesto se od 1991. do 1995. godine nalazilo pod srpskom okupacijom, tj. bilo je u sastavu SAO Krajine.
Od 2021. ovdje se nalazi najveća vjetroelektrana u Hrvatskoj, Krš-Pađene, s čak 48 vjetroagregata i 142 MW snage.

## Stanovništvo
Prema popisu iz 2011. godine naselje je imalo 175 stanovnika.
| broj stanovnika | 450   | 499   | 526   | 626   | 725   | 756   | 725   | 845   | 785   | 780   | 795   | 686   | 566   | 561   | 160   | 175   | 101   |
|                 | 1857. | 1869. | 1880. | 1890. | 1900. | 1910. | 1921. | 1931. | 1948. | 1953. | 1961. | 1971. | 1981. | 1991. | 2001. | 2011. | 2021. |